# Museo Rudolf Stolz
Il Museo Rudolf Stolz (in tedesco: Rudolf Stolz Museum) è un museo d'arte contemporanea situato a Sesto, e dedicato al pittore altoatesino Rudolf Stolz.
Voluto dal comune di Sesto dopo la morte del pittore, venne inaugurato nel 1969 in un edificio progettato dal genero dello stesso Stolz, Erich Pattis. Ospita oltre 160 opere di Rudolf Stolz, donate dalle figlie, a cui dal 2011 si sono aggiunte opere del fratello Albert.